# ファブリス・アルセビアデス・マイエコ
ファブリス・アルセビアデス・マイエコ (Fabrice Alcebiades Maieco、Akwá、1977年5月30日 - ) は、アンゴラ共和国ベンゲラ出身の元同国代表サッカー選手。通称アクワ。ポジションはフォワード。

## 経歴

### クラブ
ベンフィカでプロデビュー。しかしベンフィカでは出場機会が確保できず、レンタル移籍でFCアルヴェルカ, アカデミカ・コインブラなどポルトガル国内を転々とし、1998年にカタールのアル・ワクラSCへ移籍。1998-1999シーズンにはリーグ戦で11ゴールを決めカタールリーグ得点王を獲得。またクラウンプリンスカップでも同クラブを優勝に導いた。その後カタール国内のアル・イテハド, カタールSC経て、2005年、再びアル・ワクラに入団するが1年で退団。2007年、無所属のまま母国アンゴラのペトロ・アトレティコへ加入するが、ここでも1シーズンのみで退団。シーズン終了後に現役選手から引退を表明した。

### 代表
1995年、17歳ながらアンゴラ代表としてモザンビーク戦で代表デビュー。2006 FIFAワールドカップ・アフリカ予選では引分以下なら突破を逃すこととなっていた最終戦のアウェイのルワンダ戦で79分にゴールを挙げてチームを1－0の勝利に導き、同代表は初めてFIFAワールドカップ出場権を獲得した。2006 FIFAワールドカップでは、グループリーグすべての試合に出場をするが、結局ゴールを決めることは出来なかった。その大会後、アクワは代表から引退した。

### 政治
引退後はアンゴラ人民議会の一員として、国内スポーツの発展に協力している。

## 所属クラブ
- ベンフィカ 1994-1998
  - →  FCアルヴェルカ 1995-1997 (loan)
  - →  アカデミカ・コインブラ 1997-1998 (loan)
- アル・ワクラSC 1998-1999
- アル・イテハド 1999-2001
- カタールSC 2001-2005
- アル・ワクラSC 2005-2006
- ペトロ・アトレティコ 2007-2008

## 代表歴

### 出場大会
- アンゴラ代表
  - 2006 FIFAワールドカップ

### 試合数
- 国際Aマッチ 78試合 38得点（1995年-2006年）[1]

| アンゴラ代表 | 国際Aマッチ | 国際Aマッチ |
| 年           | 出場        | 得点        |
| ------------ | ----------- | ----------- |
| 1995         | 6           | 3           |
| 1996         | 3           | 1           |
| 1997         | 8           | 4           |
| 1998         | 7           | 2           |
| 1999         | 2           | 3           |
| 2000         | 9           | 5           |
| 2001         | 11          | 6           |
| 2002         | 3           | 1           |
| 2003         | 6           | 4           |
| 2004         | 3           | 2           |
| 2005         | 8           | 2           |
| 2006         | 12          | 5           |
| 通算         | 78          | 38          |

## 獲得タイトル

### 代表
- COSAFAキャッスルカップ優勝：3回（1999, 2001, 2004)

### クラブ
アル・ワクラSC
- クラウンプリンスカップ優勝：1回（1998-1999)

アル・イテハド
- クラウンプリンスカップ優勝：1回（1999-2000)

カタールSC
- クラウンプリンスカップ優勝：2回（2001-2002, 2003-2004)

### 個人
- カタールリーグ得点王: 1回（1998-1999)
- アンゴラ年間最優秀サッカー選手賞: 1回 (2006)